# Hr.Ms. O 14 (1932)
De Hr.Ms. O 14 was een Nederlandse onderzeeboot van de O 12-klasse. De O 14 werd gebouwd door de Koninklijke Maatschappij De Schelde. De onderzeeboot werd op 4 maart 1934 in dienst genomen bij de Koninklijke Marine.
Voor de Tweede Wereldoorlog bezocht de O 14 tweemaal Curaçao, zo ook vlak voor de Tweede Wereldoorlog. Hierdoor was de O 14 tijdens het uitbreken van de Tweede Wereldoorlog in West-Indië. Omdat er geen behoefte was, van geallieerde zijde, aan een Nederlandse onderzeeboot keerde de O 14 terug naar Europa samen met konvooi HX 79. Vanuit het Verenigd Koninkrijk voerde het schip enkele oorlogspatrouilles uit voor de Noorse kust. In 1943 werd de onderzeeboot uit dienst genomen wegens een gebrek aan de dieselmotoren.

## De O 14 voor de Tweede Wereldoorlog
Vlak na de in dienst name, op 4 maart 1932, bezochten Prins Hendrik en de minister van Defensie Deckers de O 14. Dit bezoek kaderde in het 25-jarige bestaan van de onderzeedienst.
In 1937 reisde de O 14 samen met het zusterschip de O 12 naar Curaçao. Twee jaar later, in 1939 maakte de O 14 dezelfde reis, ditmaal met het zusterschip de O 13

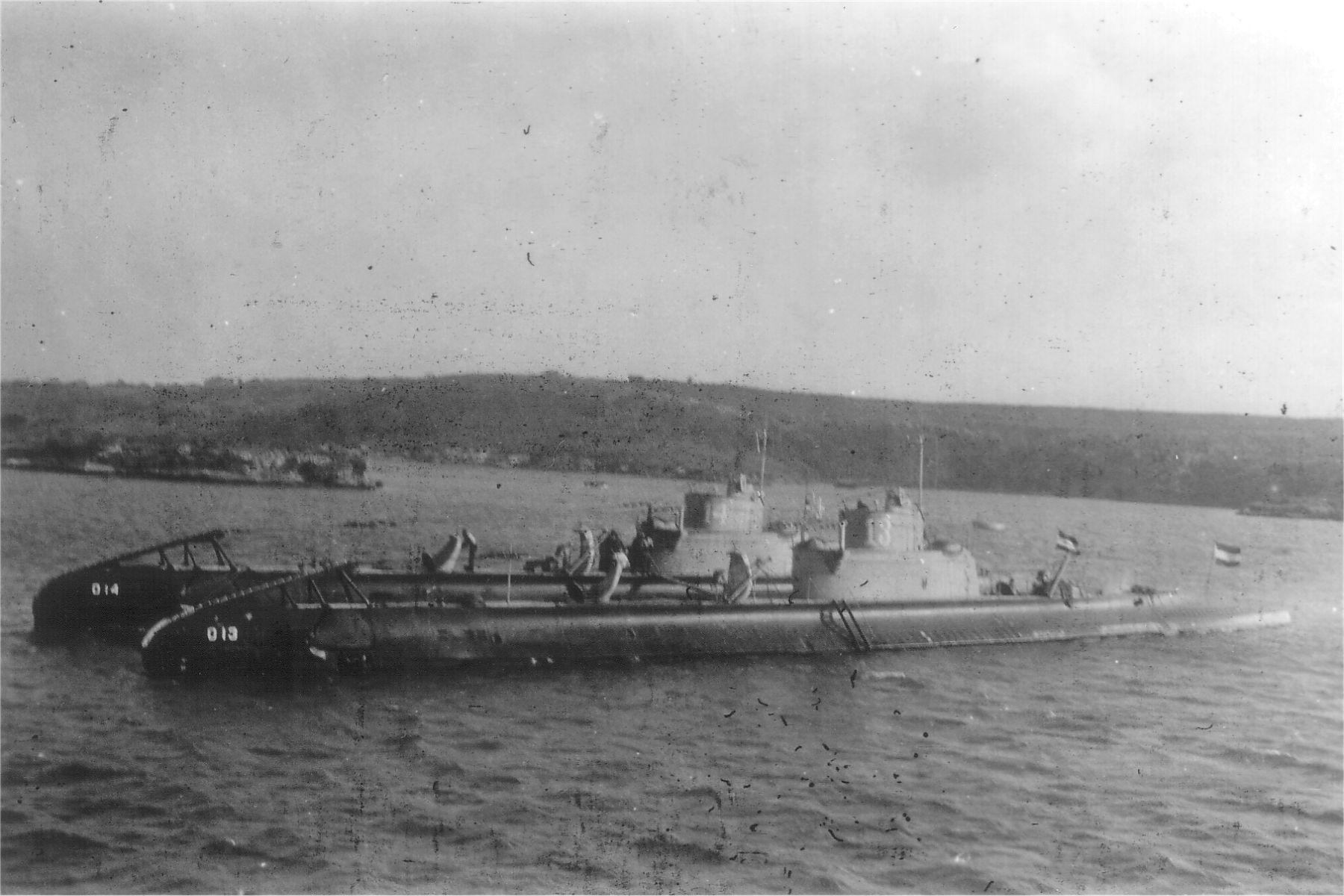
De O 13 en O 14 in het Schottegat te Curaçao eind juli 1939

## De O 14 tijdens de Tweede Wereldoorlog
Tijdens de Duitse aanval op Nederland in 1940 was de O 14 net als de O 15 gestationeerd in Curaçao. De O 15 kreeg op dat moment periodiek onderhoud, en ook de O 14 moest nog de nodige reparaties ondergaan. Op Curaçao waren onvoldoende onderdelen voorradig, dus werden onderdelen van de O 14 gebruikt voor de O 15 en vice versa.
Na overleg tussen de Koninklijke Marine en de Royal Navy autoriteiten werd bepaald dat er geen behoefte was aan de aanwezigheid van Nederlandse onderzeeboten in de Caribische Zee. Dus gingen de O 14 en O 15 via Kingston, Bermuda en Halifax op weg naar het Verenigd Koninkrijk. Op 12 september 1940 begon de O 14 aan de reis naar het Canadese Halifax. In Halifax werden reparaties uitgevoerd aan de beplating door Halifax Shipyard Ltd uit Dartmouth Cove, maar omdat er geen gedestilleerd water beschikbaar was voor de batterijen, kon de O 14 niet het konvooi HX 78 van Halifax/New York naar het Verenigd Koninkrijk begeleiden, maar moest ze wachten tot 8 oktober 1940 toen het konvooi HX 79 de overtocht waagde. Op 19 oktober wordt het konvooi HX 79 aangevallen door een Wolfpack. Van de 45 schepen in het konvooi worden er twaalf tot zinken gebracht en een beschadigd door het Wolfpack. Ook de O 14 wordt aangevallen door het Wolfpack, maar de drie torpedo's die op de O 14 worden gelanceerd, missen alle drie net de onderzeeboot.
Op 22 oktober 1940 kwam de O 14 aan in Rothesay waar het net als de O 9 en O 10 werd gebruikt als doelschip tijdens tests met het ASDIC-systeem (actieve sonar). Vanaf 22 december 1940 was de O 14 gestationeerd in het Schotse Dundee, daar kreeg de O 14 periodiek onderhoud, tijdens dit onderhoud werden onder andere alle batterijen vervangen. Tot augustus 1941 werd de O 14 wederom als doelschip gebruikt voor ASDIC testen in Scapa Flow.
Vanaf 8 augustus 1940 werd de O 14 ingezet voor oorlogspatrouilles voor de kust van Noorwegen. Tot januari 1942 voert de O 14 drie patrouilles uit voor de Noorse kust. Tijdens geen van deze patrouilles heeft de O 14 een vijandelijk schip kunnen aanvallen. In januari 1942 neemt de O 14 deel aan de operatie Kitbag. Tijdens operatie Kitbag is de O 14 15 zeemijlen van de Noorse kust af gestationeerd. De onderzeeboot functioneerde als radiobaken voor de torpedobootjagers die op weg waren naar het Hellefjord. Eind januari en begin februari was de O 14 betrokken bij de zoektocht naar het Duitse slagschip de Tirpitz. De Tirpitz werd niet gevonden tijdens deze zoektocht. Na de zoektocht naar de Tirpitz werd de O 14 als doelschip gebruikt tijdens een oefening op het gebied van onderzeebootbestrijding in Scapa Flow. Ook voerde de O 14 nog drie oorlogspatrouilles uit voor de kust van Noorwegen, maar wederom werden er geen vijandige schepen aangevallen.
Na de laatste patrouilles waren er problemen met de dieselmotor. Vanwege het gebrek aan onderdelen, de leeftijd van de O 14 en de grootte van de problemen met de dieselmotoren werd besloten de O 14 uit dienst te nemen. De nog bruikbare onderdelen van de O 14 werden gebruikt om het zusterschip de O 15 te repareren. Van de Royal Navy werd een onderzeeboot geleend (HMS Sturgeon) voor de bemanning van de O 14. De Sturgeon werd door de Nederlandse marine hernoemd tot Zeehond.